# Burgstall Tengling
Der Burgstall Tengling ist eine abgegangene Spornburg in Hangspornlage auf 506 m ü. NHN über dem Weiler Burg, einem Ortsteil der Gemeinde Taching am See im Landkreis Traunstein in Bayern. Die Anlage wird als Bodendenkmal unter der Aktennummer D-1-8042-0050 im Bayernatlas als „Burgstall des hohen Mittelalters ("Tengling")“ geführt. 

## Geschichte
Die dreiteilige Abschnittsburg wurde vermutlich um das Jahr 1050 errichtet und war Stammsitz der Grafen von Tengling. Nach dem Aussterben der Tenglinger Grafen im Jahr 1146 wurde die Burg aufgegeben und in die Kirche Maria Burg umgewandelt. Die Burgkirche wurde 1532 nach einem Brand als Wallfahrtskirche in spätgotischen Stil wiederaufgebaut.

## Beschreibung
Die Burganlage teilte sich in eine Kernburg im Osten und zwei vorgelagerte Vorburgen getrennt und geschützt durch eine Wallgrabenkombination. 